# Music 24
A Music 24 egy 2003. július 20-án indult izraeli, popzenét sugárzó televízió, mely izraeli zenészek videóklipjeit vetíti. A klipeken kívül többféle, zenével foglalkozó műsor szerepel a kínálatában. Ezek között vannak énekesekkel készített interjúk, élő előadások, zenei témájú beszélgetős műsorok, és egyes műfajoknak szentelt egyéb műsorok.

## Editor
A csatorna főszerkesztője az izraeli rock egyik legmeghatározóbb képviselője. Több mint 20 éve volt egy rádiós műsora, ahol több izraeli és külföldi zenész lépett fel. Közöttük voltak hangszeres és szóló előadó is.

## Jelenlegi története
A Music 24 megalapításától kezdve pénzügyi és besorolási problémákkal küzd. A kritikusok szerint a csatornán olyan művészek és zenekarok szerepelnek, melyek máskülönben el sem juthatnának a nagyközönséghez. Ennek ellenére mások karrierjének az előmozdításában is segítettek már.

## Külső hivatkozások
- Hivatalos honlap (héberül)